# Biografielijst Ts

## Tsa
- Tsai Chih Chung (1948), Taiwanees cartoonist, striptekenaar en filmproducent
- Likoúrgos-Stéfanos Tsákonas (1990), Grieks atleet
- Loúis Tsátoumas (1982), Grieks atleet

## Tsc
- Paul Tschang In-Nam (1949), Zuid-Koreaans geestelijke
- Myriam Tschomba (1977), Belgisch atlete

## Tse
- Kevin Tse (1979), Macaus autocoureur
- Terence Tse, Hongkongs autocoureur
- Yemane Tsegay (1985), Ethiopisch atleet
- Tirfi Tsegaye (1984), Ethiopisch atlete
- Mark Danilovitsj Tseitlin (1943-2022), Russisch-Israëlisch schaker
- Yani Tseng (1989), Taiwanees golfer
- Irakli Tsereteli (1881-1959), Georgisch politicus
- Zoerab Tsereteli (1934-2025), Georgisch-Russisch kunstenaar

## Tsh
- Étienne Tshisekedi (1932-2017), Congolees politicus

## Tsi
- Michel Tsiba (1997), Nederlands kunstschaatser
- Ivan Tsichan (1976), Wit-Russisch atleet
- Roger Tsien (1952-2016), Chinees-Amerikaans biochemicus en Nobelprijswinnaar
- Koen T'Sijen (1970), Vlaams politicus
- Nino Tsiklaoeri (1993), Georgisch alpineskiester
- Konstantinos Tsiklitiras (1888-1913), Grieks atleet
- Konstantin Tsiolkovski (1857-1935), Russisch grondlegger van de raketwetenschap

## Tsj

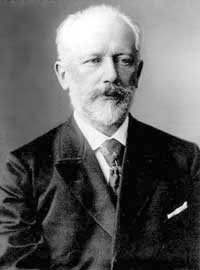
Pjotr Iljitsj Tsjaikovski

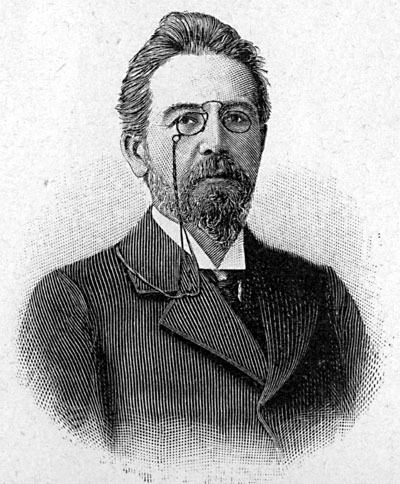
Anton Tsjechov

- Pjotr Iljitsj Tsjaikovski (1840-1895), Russisch componist
- Anna Tsjakvetadze (1987), Russisch tennisster
- Pafnoeti Tsjebysjev (1821-1894), Russisch wiskundige
- Anton Tsjechov (1860-1904), Russisch toneelschrijver
- Tsjang Kai Tsjek (1887-1975), Chinees militair en leider van China, later president van Taiwan
- Nikoloz Tsjcheidze (1864-1926), Georgisch politicus
- Akaki Tsjchenkeli (1874-1959), Georgisch politicus
- Joelia Tsjekaleva (1984), Russisch langlaufster
- Iolanda Tsjen (1961), Sovjet-Russisch/Russisch atlete
- Vladimir Tsjepelin (1988), Wit-Russisch biatleet
- Pavel Tsjerenkov (1904-1990), Russisch natuurkundige en Nobelprijswinnaar
- Joelia Tsjermosjanskaja (1986), Russisch atlete
- Konstantin Tsjernenko (1911-1985), Russisch leider van de Sovjet-Unie (1984-1985)
- Ilja Tsjernoesov (1986), Russisch langlaufer
- Viktor Tsjernomyrdin (1938-2010), voormalig premier van Rusland
- Anna Tsjernova (1992), Russisch langebaanschaatsster
- Tatjana Tsjernova (1988), Russisch atlete
- Ivan Tsjerski (1845-1892), Pools-Russisch geoloog en geograaf
- Aleksej Tsjervotkin (1995), Russisch langlaufer
- Andrej Tsjesnokov (1966), Russisch tennisser
- Joeri Tsjesnokov (1933-2010), Russisch volleyballer
- Artoer Tsjilingarov (1939), Russisch poolonderzoeker en politicus
- Aleksej Tsjirikov (1703-1748), Russisch navigator en kapitein
- Galina Tsjistjakova (1962), Sovjet-Russisch/Russisch/Slowaaks atlete
- Georgi Tsjitsjerin (1872-1936), Russisch politicus
- Anna Tsjitsjerova (1982), Russisch atlete
- Lamara Tsjkonia (1930-2024), Georgisch operazangeres
- Sergej Tsjoedinov (1983), Russisch skeletonracer
- Vasili Tsjoejkov (1900-1982), Russisch militair
- Anton Tsjoepkov (1997), Russisch zwemmer
- Oksana Tsjoesovitina (1975), Duits-Oezbeeks gymnast
- Kakoetsa Tsjolokasjvili (1888-1930), Georgisch militair

## Tso
- Nikola Tsolov (2006), Bulgaars autocoureur
- Jo-Wilfried Tsonga (1985), Frans tennisser
- Athanasía Tsoumeléka (1982), Grieks atlete
- Takeshi Tsujimura (1974), Japans motorcoureur

## Tsu
- Takaya Tsubobayashi (1971), Japans autocoureur
- Sho Tsuboi (1995), Japans autocoureur
- Yuki Tsubota (1994), Canadees freestyleskiester
- Tea Tsulukiani (1975), Georgisch politicus
- Yuki Tsunoda (2000), Japans autocoureur
- Takuya Tsuda (1984), Japans motorcoureur
- Daniel Chee Tsui (1939), Chinees-Amerikaans natuurkundige en Nobelprijswinnaar

## Tsv
- Morgan Tsvangirai (1952), Zimbabwaans politicus

## Tsy
- Viktor Tsyboelenko (1930-2013), Sovjet-Russisch/Oekraïens atleet